# Teorema de Rivlin-Ericksen
El teorema de Rivlin-Ericksen (1955) se debe fundamentalmente a Ronald Rivlin y establece una limitación importante a la ecuación constitutiva de un sólido deformable isótropo y objetivo.

## Enunciado del teorema
El teorema afirma que si {\displaystyle \mathbf {C} } es el tensor de respuesta que relaciona el tensor gradiente de deformación F con el tensor tensión T de un material objetivo e isótropo, cuyo tensor gradiente de deformación es F entonces su tensor tensión viene dado por:

{\displaystyle T=\mathbf {C} (F)={\bar {\mathbf {C} }}(FF^{T})}

Donde:
{\displaystyle {\bar {\mathbf {C} }}:\mathbf {S_{>3}\subset {M_{3}}} \to \mathbf {S_{3}} \subset {\mathbf {M_{3}} }}

{\displaystyle {\bar {\mathbf {C} }}(E)=\beta _{0}(\iota _{E})I+\beta _{1}(\iota _{E})E+\beta _{2}(\iota _{E})E^{2}}

{\displaystyle \mathbf {M_{3}} }, conjunto de matrices de 3×3.

{\displaystyle \mathbf {S_{3}} }, conjunto de matrices 3×3 simétricas.

{\displaystyle \mathbf {S_{>3}} }, conjunto de matrices 3×3 simétricas definidas positivas.

{\displaystyle \iota _{E}}, conjunto de invariantes algebraicos (traza, invariante cuadrático y determinante), de la matriz E.

Teniendo en cuenta que la relación entre el tensor gradiente de deformación F, el tensor de Finger B = FFT y el tensor deformación espacial (de Almansi) De es simplemente:

{\displaystyle B=FF^{T}=(I-2D_{e})^{-1}\,}

Donde I es la matriz identidad, puede verse cual es la forma más general posible de tensor respuesta o ecuación constitutiva de un material isótropo:

{\displaystyle T=\beta _{0}(\iota _{B})I+\beta _{1}(\iota _{B})(I-2D_{e})^{-1}+\beta _{2}(\iota _{B})(I-2D_{e})^{-2}\,}

## Sólidos elásticos lineales e isótropos
Para el caso de sólidos elásticos lineales se puede demostrar rigurosamente a partir del teorema de Rivlin-Ericksen que el tensor tensión T y el tensor deformación D están relacionados por:

{\displaystyle T=\mathbf {C} (I+2D)=\lambda \mathrm {tr} (D)I+2\mu D}

Donde λ y μ reciben los nombres de primer y segundo coeficientes de Lamé, y son constantes elásticas específicas de cada material. Es decir, un sólido elástico lineal tiene:

{\displaystyle \beta _{0}(\iota _{D})=\lambda \mathrm {tr} (D)-\mu ;\qquad \beta _{1}(\iota _{D})=\mu ;\qquad \beta _{2}(\iota _{E})=0\,}

Esta ley constitutiva es funcionalmente idéntica a la de un material de Saint-Venant–Kirchhoff.